# Mundo de fieras (telenovela de 2006)
Mundo de fieras es una telenovela mexicana producida por Salvador Mejía para Televisa en el año 2006.
Protagonizada por Gaby Espino, César Évora, Sara Maldonado y Sebastián Rulli; y con las participaciones antagónicas de Edith González, Helena Rojo y Michelle Vieth, además de las actuaciones estelares de Laura Flores, Ernesto Laguardia y las primeras actrices Margarita Isabel y Carmen Salinas. 
Fue una adaptación de Liliana Abud de la fusión de tres historias entre las que se cuentan la venezolana "Mundo de fieras" de Ligia Lezama, la mexicana "Pasión y poder", de Marissa Garrido y un poco de la argentina "Rolando Rivas, taxista", de Alberto Migré.

## Sinopsis
Gabriel y Demián son hermanos gemelos pero muy diferentes. Gabriel se crio en la profusión. En cambio, Demián se crio en la pobreza y guarda un tremendo rencor hacia Gabriel y busca destruirlo por todos los medios. Gabriel está casado en segundas nupcias con la histérica viuda Joselyn, una mujer perversa y cruel. Un accidente hace que Joselyn sufra un aborto y provoca la invalidez en Luisito, el hijo que ella ha tenido con Gabriel. Joselyn culpa a su marido de ambas desgracias y le hace la vida imposible. La ayudan su madre Miriam, y Karen su hija de un primer matrimonio, tan perversas y ruines como Joselyn. Ellas son las “fieras” que destrozan a Gabriel. Un día llega esa mansión una humilde joven llamada Mariángela, quien viene a enseñar a Luisito, pero Gabriel se enamora de ella. Las “fieras” se encargaran de despedazar a Mariángela, sobre todo cuando descubren que es hija ilegítima de Clemente, un hombre de buenos sentimientos, marido de Miriam y padre de Joselyn.

## Elenco
- Gaby Espino como Mariángela Cruz / Mariángela Rivas del Castillo Cruz
- César Évora como Gabriel Cervantes-Bravo / Demián Martínez Guerra
- Edith González como Joselyn Rivas del Castillo Arizmendi de Cervantes-Bravo
- Ernesto Laguardia como Leonardo Barrios Gómez / Leonardo Barrios Arizmendi
- Helena Rojo como Miriam Arizmendi de Rivas del Castillo
- Azela Robinson como Dolores Farías
- Laura Flores como Regina Farías de Martínez
- René Casados como Nicolás Navarro
- Sebastián Rulli como Juan Cristóbal Martínez Farías
- Sara Maldonado como Paulina Cervantes-Bravo
- Michelle Vieth como Karen Farías Rivas del Castillo
- Margarita Isabel como Otilia Álvarez de Velásquez
- Claudio Báez como Federico Velásquez
- Juan Peláez como Clemente Rivas del Castillo
- Carmen Salinas como Candelaria Gómez Vda. de Barrios
- Javier Ruán como Padre Domingo
- Lupita Lara como Simona
- Paty Díaz como Belén
- Odiseo Bichir como Tiberio Martínez Farías
- Alejandro Ruiz como Silvestre
- Raúl Sebastián Villarreal como Luis "Luisito" Cervantes-Bravo Rivas del Castillo
- Silvia Manríquez como Ingrid
- Elizabeth Aguilar como Chela
- Julio Vega como Mario
- Rodrigo Mejía como Rogelio Cervantes-Bravo
- Manuel Medina como Pedro
- Paola Treviño como Diana de Cervantes-Bravo
- Eric del Castillo como Germán
- Ricardo Vera como Doctor Fuentes
- Rocio Valente como Violeta
- Lidice Pousa como Elsa Barrios Gómez
- Alberto Salaberry como "El Coyote"
- Benjamín Rivero como "Mastín"
- Sheyla como Mayeya
- Reynaldo Rossano como Cortito
- Gustavo Sánchez Parra como "El Chacal"
- Dulce como Aurora Cruz
- Myrrah Saavedra como Soraya
- René Strickler como Edgar Farías
- Rogelio Báez como Omar
- Irán Castillo como Cecilia
- Ricardo Guerra como Domingo
- Ivano Errera como Ingeniero
- Guillermo Herrera como Doctor
- Amparo Garrido como Madre Superiora
- Polly como Maggie
- Alejandro Durán como Amigo de Rogelio
- Janlu Prado como Amigo de Rogelio
- Suzet Villalobos como Rosa
- África Zavala como Aurora Cruz (joven)

## Premios y nominaciones

### Premios TVyNovelas 2007
| Categoría                 | Persona             | Resultado |
| ------------------------- | ------------------- | --------- |
| Mejor telenovela          | Salvador Mejía      | Nominada  |
| Mejor actriz antagónica   | Edith González      | Ganadora  |
| Mejor actor antagónico    | César Évora         | Ganador   |
| Mejor primera actriz      | Helena Rojo         | Ganadora  |
| Mejor actriz de reparto   | Laura Flores        | Nominada  |
| Mejor dirección de escena | Jorge Edgar Ramírez | Nominado  |
| Mejor tema musical        | Marco Antonio Solís | Nominado  |

- Premio especial a la estrella favorita del público a Edith González.

### Premios Bravo 2007[2]
| Categoría              | Persona        | Resultado |
| ---------------------- | -------------- | --------- |
| Mejor telenovela       | Salvador Mejía | Ganador   |
| Mejor actor antagónico | César Évora    | Ganador   |
| Mejor primera actriz   | Helena Rojo    | Ganadora  |

## Versiones
- Pasión y poder, producida en 1988 por Carlos Sotomayor. Protagonizada por Diana Bracho y Carlos Bracho, antagonizada por Enrique Rocha y Claudia Islas.
- En 2015, José Alberto Castro produce una nueva versión, manteniendo el título original Pasión y poder, protagonizada por Jorge Salinas y Susana González; antagonizada  por Fernando Colunga y Marlene Favela. Además cuenta con Michelle Renaud y José Pablo Minor como protagonistas juveniles.
- Rolando Rivas, taxista telenovela argentina de 1972 y 1973. Emitida originalmente por Canal 13 de Argentina protagonizada por Claudio García Satur, Soledad Silveyra y Nora Cárpena.
- Ella contra mí remake 1988 de Rolando Rivas, taxista fue protagonizada por Gustavo Garzón y Carolina Papaleo y la segunda temporada fue protagonizada por Gustavo Garzón y Liliana Weimer.
- Antonio Alves, taxista (1995) Versión brasileña, realizada en 1995 en los estudios Ronda de Argentina. Se trató de una coproducción de Omar Romay con SBT y protagonizado por Fábio Jr. y Guilhermina Guinle.
- Rolando Rivas, taxista (película) es una película de Argentina filmada en Eastmancolor dirigida por Julio Saraceni sobre el guion de Rodolfo Manuel Taboada y Roberto Tálice según el argumento de Alberto Migré que se estrenó el 10 de octubre de 1974 y que tuvo como actores principales a Claudio García Satur, Soledad Silveyra, Marcelo Marcote y Beba Bidart.
- En 1991, la Cadena Venevisión, produjo Mundo de fieras. Protagonizada por Catherine Fulop y Jean Carlo Simancas, y la actuación antagónica de Rosalinda Serfaty y la primera actriz Chelo Rodríguez.